# استیلی دن
استیلی دَن (انگلیسی: Steely Dan) گروه موسیقی جاز-راک آمریکایی است که سال ۱۹۷۲ توسط والتر بکر و دانلد فگن در نیویورک شکل گرفت. سبک گروه آمیزه‌ای از جاز راک با عناصر موسیقی‌های فانک، آراندبی و پاپ است. استیلی دن بین سالهای آغازین دهه ۱۹۷۰ تا فروپاشی‌اش در سال ۱۹۸۱ در اوج شهرت هنری و توفیق تجاری بود. مجلهٔ رولینگ استون گروه را «ضدقهرمانان و تمام موسیقایی دههٔ ۷۰ میلادی» خواند. اعضای گروه سال ۱۹۹۳ دوباره به‌هم‌پیوستند و از آن زمان تورهای مختلفی را اجرا کرده‌اند.
استیلی دن به خلق هارمونیهای جاز بنیادینِ پیچیده، ترانه‌سرایی عجیب‌ و غریب با مضامین تیره، و کمال‌گرایی در عرصهٔ تولید و ضبط استودیویی مشهور است. این زوج موسیقایی تا کنون بیش از ۴۰میلیون آلبوم در سراسر جهان فروخته‌اند و محبوب‌ترین آلبومشان «اِیژا» (Aja) در سال ۱۹۷۷ منتشر شده‌است. نام استیلی دن سال ۲۰۰۱ به تالار مشاهیر راک اند رول وارد شد.